# El Saucejo

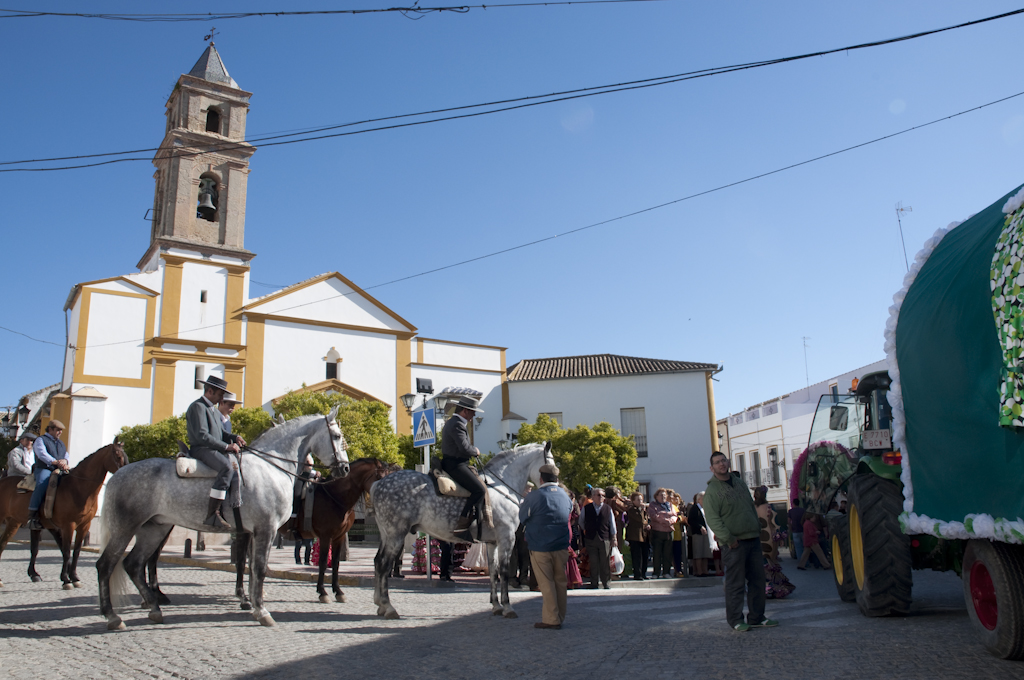
Romería San José Obrero al Vado Yeso, El Saucejo (mayo de 2009)

El Saucejo es un municipio español de la provincia de Sevilla, Andalucía. En 2017 contaba con 4310 habitantes. Su extensión superficial es de 92 km² y tiene una densidad de 46,85 hab/km². Se encuentra situada a una altitud de 527 metros y a 108 kilómetros de la capital de provincia, Sevilla. El Saucejo está compuesto por 3 entidades de población, El Saucejo como núcleo principal, la aldea de Navarredonda a menos de 500 metros del núcleo principal y La Mezquitilla a 2 km de El Saucejo. Es localidad de paso del Camino de la Frontera hacia Santiago de Compostela. 

## Historia
Al igual que toda la comarca, conoce los diversos poblamientos prehistóricos, siendo factor decisivo la existencia del río Corbones, en cuyas terrazas, se hallan las materias primas necesarias para la confección de los útiles que usaban en sus diferentes actividades las poblaciones de este periodo que podemos datar alrededor de los 50000 a. C.
El descubrimiento de la agricultura y ganadería cerca del cuarto milenio antes de Cristo, conllevó el abandono de la depredación progresivamente en favor de la nueva economía, cuyos restos abundan en toda la Sierra Sur sevillana y cuya evidencia arqueológica queda ratificada en la presencia de restos de vasijas de barros con decoraciones de cestería e impresiones propias de la cultura neolítica aparecidas en nuestro término municipal.
El conocimiento de la técnica metalúrgica, sobre todo en su fase final; conoció gran expansión, cuya huella vemos reflejada en el paisaje, observando la existencia de varios cerros de estructura amesetada indicios de este poblamiento que en algunos casos continuó ya dentro del periodo ibérico e incluso hasta época de los romanos.
La llegada de estos, se tradujo en el sometimiento de los poblados íberos de nuestra geografía, del que destacamos por sus hallazgos el de Irni, junto a la zona recreativa del Vado del Yeso. En dicho lugar se hallaron la copia más completa de la ley Flavia municipal, conocida como Lex Irnitana y otro texto de igual importancia: el Senadoconsulto de Cneo Calpurnio Pisón padre, ambos actualmente en el Museo Arqueológico provincial de Sevilla. Dichos textos latinos en bronce por estar casi completos le han dado fama internacional a la localidad de El Saucejo.
El Saucejo como tal tiene su origen a finales del siglo XVI en relación con la Casa de Osuna, que crea en este espacio vacío, antaño parte de la frontera que dividía a los mundos musulmán y cristiano, conocido como la “banda morisca”; una serie de cortijos para la explotación económica del territorio. Un ejemplo de estos es la "Hacienda de San Pedro", que aun conserva su capilla y gran parte de sus estructuras. De algunos de esos cortijos surgieron aldeas, siendo la de El Saucejo la más importante, por albergar mayor número de población. Su origen debió de tener algo que ver posiblemente con la unión del cortijo Alto y el cortijo de San Vicente y de ahí fue expandiéndose, hasta convertirse en Puebla en el siglo XVII con 4 aldeas de las cuales hoy día quedan dos. La Puebla de El Saucejo en 1661 llega a fundar parroquia por tener cerca de 1000 almas, según consta en el archivo parroquial. En 1838 formó ayuntamiento propio por derecho emanado de un real decreto isabelino, comenzando así su andadura como Pueblo de El Saucejo.

## Geografía humana

### Demografía
Cuenta con una población de 4213 habitantes (INE 2024).
| Gráfica de evolución demográfica de El Saucejo entre 1842 y 2021 |
| |
| Población de derecho según los censos de población del INE Población de hecho según los censos de población del INEEn este censo se denominaba Saucejo y Navarredonda: 1842 En este censo se denominaba Saucejo: 1857 |

### Economía

#### Evolución de la deuda viva municipal
| Gráfica de evolución de Deuda viva del Ayuntamiento de Saucejo (El) entre 2008 y 2019                                |
| |
| Deuda viva del Ayuntamiento de Saucejo (El) en miles de Euros según datos del Ministerio de Hacienda y Ad. Públicas. |

## Política
En las elecciones celebradas el 24 de mayo de 2015, el resultado fue el siguiente:
-Izquierda Unida: 1633 votos.
-PSOE: 1000 votos.
-PP: 164 votos. 
En noviembre de 2015 el hasta entonces alcalde Antonio Barroso presenta su dimisión pasando a ocupar la alcaldía Antonia Mª Capitán, que se convierte en la primera mujer en ostentar este cargo en el municipio saucejeño. 

### Alcaldes
María Moreno Navarro (2019- )
(Partido Socialista Obrero Español PSOE) Primera alcaldesa electa de El Saucejo.

| Legislatura | Nombre                                                                       | Partido político |
| ----------- | ---------------------------------------------------------------------------- | ---------------- |
| 1979–1980   | Juan Sánchez González                                                        | PSOE-A           |
| 1980–1987   | Juan Robles Verdugo                                                          | PSOE-A           |
| 1987–1995   | Jesús María Gago Torres                                                      | PSOE-A           |
| 1995–2007   | Antonio Díaz Herrero                                                         | PSOE-A           |
| 2007–2011   | Bernabé Oliva Sánchez                                                        | PSOE-A           |
| 2011–2015   | Antonio Barroso Moreno                                                       | IU-LV-CA         |
| 2015-2019   | Antonio Barroso Moreno (2015-2018) - Antonia Mª Capitán Martínez (2018-2019) | IU-LV-CA         |

### Reparto de concejales
| Elecciones municipales            |      |      |      |      |      |      |      |      |      |      |
| Partido Político                  | 1979 | 1983 | 1987 | 1991 | 1995 | 1999 | 2003 | 2007 | 2011 | 2015 |
| Partido Socialista Obrero Español |      |      | 5    | 9    | 6    | 7    | 7    | 7    | 4    | 4    |
| Partido Popular                   |      |      | 3    | 2    | 4    | 3    | 3    | 3    | 3    | 0    |
| Izquierda Unida                   |      |      | 3    | 0    | 1    | 1    | 1    | 1    | 4    | 7    |
| Total                             |      |      | 11   | 11   | 11   | 11   | 11   | 11   | 11   | 11   |

## Fiestas
Se realizará un recorrido por las diferentes fiestas tanto nacionales, como municipales, que se realizan en el municipio por orden cronológico según el calendario.
NOCHE DE REYES: En el núcleo principal, El Saucejo se celebra la tradicional cabalgata de S.M. Reyes Magos de Oriente en la noche del 5 de enero. La cabalgata sale en los últimos años desde la aldea de Navarredonda, para llegar a El Saucejo por la calle Fray Antonio y continuar por la plaza de la Constitución y otras calles del municipio. Un momento especial es cuando Sus Majestades bajan de sus carrozas para entrar a la iglesia, y se produce un besamano por parte de los vecinos al niño Jesús. En los días previos se produce la visita del cartero real y la noche de Reyes, estos visitan las casas de quien lo solicita para dar los regalos en mano. 
Por otro lado, en la pedanía de La Mezquitilla se celebra en la tarde del 6 de enero una cabalgata a pie compuesta por SM Los Reyes y sus tres pajes que recorren las calles de la aldea y luego reparten los regalos a niños y mayores allí concregados en la plaza Ntra Sra de la Inmaculada. 
- CARNAVAL: Se celebra el sábado después de carnaval, que suele caer en febrero-marzo y es una fiesta con una gran tradición en nuestro municipio. Comienza la mañana con el Pregón del Carnaval desde el balcón del Ayuntamiento, para seguir con las actuaciones de las distintas chirigotas y cuartetos locales (cada vez con más participación), y termina por la tarde con el gran desfile de carnaval que durá más de 5 horas y recorre varias calles del municipio (sala desde el recinto ferial- calles fray Antonio, Doctor Alcalá, Manuel de la Vega, Erillas, avenida Osuna, Écija-Olvera, San Pedro, Doctor Alcalá y plaza de la Constitución de nuevo).

- SAN JOSÉ: fiestas patronales que se celebran en Navarredonda, en honor de San José y Ntra. Sra. de la Encarnación. Suelen celebrarse en el fin de semana más próximo al 19 de marzo y cuentan con actuaciones en la caseta municipal que se monta en la aldea, y con las procesiones de los patrones de la aldea, San José y Ntra. Sra. de la Encarnación.

SEMANA SANTA
- VIERNES de Dolores: Salida Ntra. Sra. de los Dolores, que recorre todas las calles del municipio. 
- DOMINGO de Ramos: Salida Jesús en su entrada triunfal en Jerusalén (La Borriquita)
- LUNES DE MADRUGÁ: Salida de la procesión de (El Silencio) o también conocida en el pueblo como la procesión de los hombres porque en esa procesión solo le acompañan al cristo hombres
- MARTES Santo: Salida Ntro padre Jesús en la Cruz de La Mezquitilla.
- JUEVES Santo: Salida Ntro Padre Jesús de la Humildad y Paciencia y Ntra. Sra. de los Dolores.

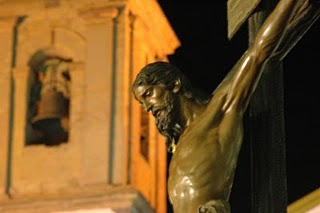
Sto. Cristo de la Sangre

- VIERNES Santo: Por la mañana --> Salida Ntro. padre Jesús Nazareno y Ntra. Sra. de los Dolores "El Encuentro". 
Por la tarde --> Salida del Santísimo Cristo de la sangre y Ntra. Sra. de los Dolores.
Por la Madrugada --> Ntra. Sra. de la Soledad. Solo la acompañan mujeres
SAN MARCOS: el día 25 de abril se celebra la fiesta en honor al patrón de nuestro pueblo, San Marcos Evangelista o el Patrón de los Charcos, por eso de que en abril aguas mil. En esta fiesta, tradicionalmente los novios le regalan a las novias una alcachofa, para rememorar la visita que le hizo San Marcos, el Evangelista a San Pedro en la cárcel. Esta fiesta se celebra en el barrio de San Pedro, junto al centro de salud. Meses antes comienza un concurso de cante jondo que finaliza en estas fiestas y el ganador actuará en el festival que se celebra en feria. 
ROMERÍA: llegado mayo, con el olor a flores se celebra el primer domingo de mayo, la Romería de San José Obrero, en que se baja al río Corbones, a pasar el día en la zona recreativa del Vado Yeso después de haber pasado con las carrozas por la aldea de Mezquitilla, y ya en mayo-junio según el año las tres reinas de nuestro pueblo Virgen del Rosario, patrona de El Saucejo, Inmaculada Concepción, patrona de Mezquitilla, y Ntra Sra de la Encarnación, patrona de Navarredonda, se reúnen en la iglesia San Marcos Evangelista para salir en procesión el fin de semana más próximo al Corpus Cristhi. 
FERIA DE AGOSTO en este mes, el 2.º fin de semana, se celebra la feria. En la que nos podemos encontrar con gran variedad de actividades. Se celebra la feria ganadera, la cual consiste en comercializar animales. Allí, una de las tardes, se celebran los juegos para jóvenes y mayores. También, se celebra la carrera de caballos. Entre otros actos cabe destacar actuaciones musicales, la noche del flamenco, etc. El desfile de caballos por el real de la feria también es magnífico de ver. 
VIRGEN DEL ROSARIO Tras la vuelta del verano, y cuando los días no son tan calurosos, el día 7 de octubre se festeja el día de "Nuestra Señora del Rosario", patrona del pueblo, y que según dice la tradición se remonta al siglo XVII, en la que sale en procesión.
DÍA DE LA MÚSICA En noviembre, el ritmo llega a nuestro pueblo con la celebración del Día de la Música, que consiste en que durante un fin de semana se producen diversos conciertos en los pubs y teatro de nuestro municipio. 
FIESTAS DEL CASTILLO Ya en diciembre, el día 8 de diciembre los "Mezquitilleros" una aldea que pertenece a su término municipal, sacan en procesión a su Inmaculada". Esta festividad cuenta con dos siglos de antigüedad y en la víspera de este día celebran "La Noche del Castillo". Esta festividad consiste en la quema de una hoguera de gran tamaño que emula un castillo. El libro del autor local Juan Román Tirado en su obra "Mezquitilla pasado y presente".